# بخش بلداجی
بخش بلداجی یکی از بخش‌های شهرستان بروجن در استان چهارمحال و بختیاری ایران است.

## تقسیمات کشوری
- بخش بلداجی
  - دهستان امامزاده حمزه علی
  - دهستان چغاخور

شهرها: بلداجی

## مردم
عمده مناطق روستایی بخش بلداجی را بختیاری‌ها تشکیل می‌دهند. اما بیشتر مردم شهر بلداجی را بازماندگان طایفه ترک ابلوردی خراسان تشکیل می‌دهند.

## جمعیت
بنابر سرشماری مرکز آمار ایران، جمعیت بخش بلداجی شهرستان بروجن در سال ۱۳۸۵ برابر با ۲۰۸۶۱ نفر بوده است.